# Comarca de Sierra de Segura (Jaén)
La Comarca de Sierra de Segura o la Sierra de Segura, es una comarca de la provincia de Jaén, en la comunidad autónoma de Andalucía. Integrada dentro del parque natural de las Sierras de Cazorla, Segura y Las Villas, se encuentra situada en el extremo noreste de la provincia, y limita con las provincias de Albacete, Ciudad Real y Granada. Debido a la extensión de la comarca, tiene varios centros administrativos-comerciales: Beas de Segura, La Puerta de Segura, Siles y Orcera. La capital histórica es Segura de la Sierra, si bien la Diputación Provincial de Jaén no establece capitalidad alguna para la comarca. Esta comarca es parte de una región aún mayor, con el nombre de la sierra como uno de sus elementos comunes. Actualmente la región de la Sierra de Segura está repartida entre tres provincias (Albacete, Jaén y Murcia), concretamente se extiende por el noreste de Jaén, sureste de Albacete y noroeste de Murcia. Debido a la división provincial y autonómica se las conoce por separado, aunque en conjunto comparten rasgos culturales y dialectales.  
La comarca cuenta con una población de 22 340 habitantes (INE 2024), tiene una superficie de 1931 km², y una densidad de población de 11,57 hab/km². Su territorio constituye un 67,3% del parque natural de las Sierras de Cazorla, Segura y Las Villas, que con sus 209 920 ha, es el espacio protegido más extenso de España y el segundo de Europa. La Sierra de Segura aporta al parque natural 143 346 ha.

## Toponimia
La Sierra de Segura tiene como cabecera a Segura de la Sierra, dentro de cuyo término nace el río Segura. Solo una cita del siglo XV':

Toda esta tierra del val de Segura se llama sierra quan grande es; pero por esto no se dexa de llamar vn alto, o cabeça sola por si este nombre mismo; ansi que no haze la cantidad el tal nombre, salvo la calidad, por do paresçe que este nonbre proçede de tierra fraguosa e aspera. Ansy como en la sierra de aserrar es cosa agra e brozna, ansi creo que tomo este nombre la tierra della qu’es de tal forma, o ella de la tierra; que en otra manera yo no conozco ni siento por donde dos cosas tan diferentes ni todo lo al se oviesen llamar de vna manera, e de aquí podemos tomar que todo alto fraguoso e áspero de andar se pueda así llamar propiamente”
(Libro de Montería sobre la Sierra de Segura, 192).

## Medio físico
Siendo la segunda comarca más extensa de la provincia, posee sin embargo, una densidad de población más baja que el resto de comarcas de la provincia. Gran parte del territorio de esta comarca forma parte del parque natural de las Sierras de Cazorla, Segura y Las Villas.

### Situación
| Noroeste: Campo de Montiel, Provincia de Ciudad Real | Norte: Sierra de Alcaraz, Provincia de Albacete | Noreste: Sierra del Segura, Provincia de Albacete |
| Oeste: El Condado                                    |                                                 | Este: Sierra del Segura, Provincia de Albacete    |
| Suroeste Las Villas                                  | Sur: Sierra de Cazorla                          | Sureste: Comarca de Huéscar, Provincia de Granada |

### Orografía
La comarca de la Sierra de Segura constituye un eslabón intermedio de la extensa Cordillera Bética en su zona prebética, constituyendo un macizo montañoso calizo prácticamente continuo, en dirección NE-SO, con las sierras de Alcaraz y Calar del Mundo en Albacete, Las Villas, Cazorla y El Pozo en Jaén y Castril en Granada.
Tiene una elevada altitud media, con un 70% de su superficie por encima de los 800 m, lo que le confiere una acusada personalidad geográfica, donde destacan cumbres que rozan los 2000 m. La máxima altitud de la comarca está en el Cerro de las Banderillas con 1993 m, mientras que la mínima se localiza en la confluencia del arroyo de Gutar con el río Guadalimar con tan sólo 440 m. Es este relieve accidentado el que otorga a la Sierra de Segura un paisaje rotundo y laberíntico, donde las variaciones de altitud, orientación y clima, propician la existencia de ecosistemas ricos y variados. Sus campos se transforman con el paso de las estaciones y en su paisaje se configura un fascinante contraste cromático a lo largo de todo el año. Masas arbóreas junto a nacimientos de ríos, bosques de pinos, encinas, quejigos, arces, avellanos y acebos se mezclan en suaves llanuras y terrenos escabrosos con miradores naturales por encima de los 1500 m.
La comarca presenta una gran variedad, como corresponde a un ámbito contrastado, donde pueden diferenciarse las siguientes unidades de oeste a este:
1. Zona Externa, de paisaje suave y predominio olivarero y cerealista, donde las pendientes no son muy fuertes. Se halla en la parte más occidental de los términos de Beas de Segura, Arroyo del Ojanco, Puente de Génave. Esta zona acoge también las estribaciones más orientales de Sierra Morena, en el entorno del embalse del Guadalmena.
2. Zona de los valles, con pendientes similares a las anteriores, es decir, suaves. Está formada principalmente por los valles del Guadalquivir, el Guadalimar, y sus afluentes Onsares y Trujala. Tienen gran capacidad agrícola y actualmente están ocupados por olivares. También se ubica en esta zona, entre la cadena de Beas y la Segura, la mayor lámina de agua de la provincia, el embalse del Tranco, que durante los meses de primavera se asemeja a un lago interior natural. En esta zona se localizan las poblaciones de Siles, Benatae, Orcera.
3. Cadenas montañosas separadas por los valles anteriores. Son las más accidentadas de la comarca, con pendientes muy fuertes y suelos poco profundos. Tienen una gran riqueza ecológica pero muy poca capacidad agrícola, aunque en otros tiempos la necesidad hizo que se roturasen muchos montes para huertos y olivos, con la consiguiente erosión, degradación y pérdida de la escasa fertilidad del suelo. Son:
  1. Cadena de Beas. Su línea de cumbres corre por el límite suroccidental de la comarca, alcanzando los 1830 m en el pico del Blanquillo y llegando hasta Villarrodrigo. A los pies de la cadena de Beas se hallan las poblaciones de Beas de Segura, La Puerta de Segura, Torres de Albanchez, Génave y Villarrodrigo.
  2. Cadena de Segura, paralela a la anterior por el este. Constituye la parte más amplia y montañosa de la comarca y se la conoce localmente como "La Sierra Profunda". Tiene una altitud media de 1400 m, con máximas en el Banderillas (1993 m), el Almorchón (1915 m), el Mariasnal (1825 m), Las Palomas (1857 m), el Yelmo (1809 m), el Puntal de la Misa (1794 m) y el Espino (1722 m). En esta área se encuentran las poblaciones de Segura de la Sierra y Santiago de la Espada, con sus incontables aldeas. Abundan aquí los calares, grandes altiplanicies calcáreas a más de 1500 m, profundamente disectados por el río Segura, Madera y Zumeta. que se abren paso entre un terreno abrupto y cubierto por una de las mayores masas forestales de Europa.

### Hidrografía
La Sierra de Segura es cabecera y divisoria de aguas de dos grandes cuencas hidrográficas: la del Guadalquivir y la del Segura. Dentro de su territorio hay cinco embalses o pantanos: Pantano del Tranco, en el río Guadalquivir, con una capacidad de 498 hm³, el Pantano de Guadalmena,  en el río homónimo, con capacidad de 346 hm³, la Presa de Siles, en el Río Guadalimar, con una capacidad de 30 hm³, los tres en la cuenca del Guadalquivir, así como el embalse de las Anchuricas, en el río Segura y el de la Vieja, en el río Zumeta, los que pertenecen a la cuenca del Segura.
Cuenca del Guadalquivir
Cuenca del Segura

## Historia
Históricamente la denominación "Sierra de Segura" aparece ya utilizada por geógrafos musulmanes del siglo XI, siendo una zona que ha sido ocupada por todos los pueblos que han pasado por la península ibérica, encontrando aquí pinturas rupestres, restos paleolíticos, neolíticos e íberos, así como restos de las culturas fenicia, griega, romana, visigoda y árabe.
Con estos últimos la zona alcanzó su máximo esplendor y renombre, realizándose la mayoría de las fortificaciones existentes, ocupándolas hasta que la Orden de Caballería de Santiago reconquistó toda la Sierra concediéndole en 1242 el Fuero de Cuenca por el Maestre Don Pelay Pérez Correa, siendo donada a la Orden de Santiago por Fernando III.

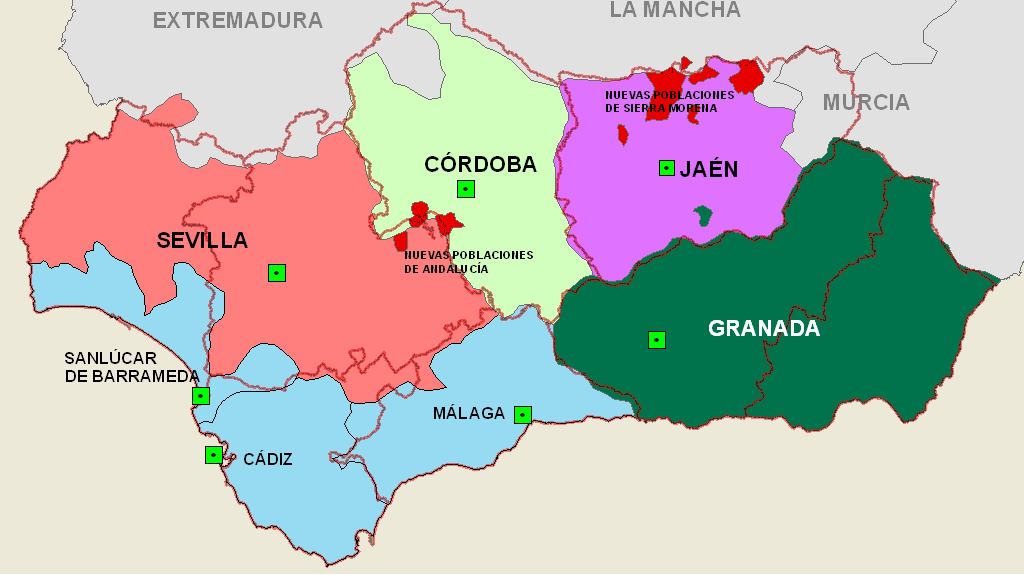
Situación de la Comarca de Sierra de Segura antes de la división territorial de 1833.

En 1580 las villas del Común de Segura adquieren la prerrogativa de dictar órdenes para la conservación de los montes para lo cual fueron elaboradas las "Ordenanzas del Común de la villa de Segura y su tierra" en la sacristía del Monasterio de Santa María de la Peña, en las afueras de Orcera, entre el 27 y el 29 de julio de 1580, siendo confirmadas por Felipe II el 5 de junio de 1581.
Estas ordenanzas fueron la normativa legal utilizada en la Sierra de Segura para el mantenimiento, conservación y aprovechamiento de todos sus recursos hasta que dada la riqueza maderera, Fernando VI firmó la Ordenanza de Montes de Marina de 31 de enero de 1748 en la que se dispone que todos los Montes del territorio queden sujetos a la jurisdicción de Marina.
La comarca se convertirá en la llamada "provincia marítima de Segura de la Sierra", compuesta por la actual Sierra de Segura más las subdelegaciones de Alcaraz, Villanueva del Arzobispo, Cazorla y Santisteban y todo esto para la gestión y explotación de los recursos forestales, aprovisionándose así de las maderas necesarias para la construcción de la Fábrica de Tabacos de Sevilla, entre otros importantes edificios y parte de la flota, suponiendo a la vez un importante recurso económico para las arcas estatales.
Este periodo se prolonga hasta entrado el siglo XIX, su declive se inicia con el Decreto de las Cortes de Cádiz de 14 de enero de 1812, por el que se abrogaba el régimen de los montes de Marina, derogado a su vez por Fernando VII, con la restauración del absolutismo.
Finalmente, el 22 de diciembre de 1833 se publican nuevas Ordenanzas Generales de Montes, que clausuran definitivamente la etapa de la provincia marítima.
Durante la Guerra de la Independencia, los vecinos de la comarca participaron activamente contra la ocupación de las tropas francesas. Segura de la Sierra es incendiada en 1810 con lo que se pierden los archivos de la Encomienda de Santiago existentes en la localidad.
La Sierra no pertenece a la provincia de Jaén hasta 1833, habiendo pertenecido tradicionalmente al Reino de Murcia, lo que le ha hecho ser siempre una zona fronteriza con personalidad propia.
A mediados del siglo XIX, se inicia la Desamortización de Mendizábal, en 1836-1837, que se culmina con Madoz, por la cual se vendieron en pública subasta un vasto elenco de propiedades, con el fin de sanear las cuentas de la Corona. Nuestros montes tuvieron especial relevancia en este proceso, ya que como consecuencia, se instala en la comarca una nueva clase social, más elitista y adinerada que la existente y que no tardó en transformarse en aristocracia rural.
En 1865 se promulga un Reglamento para el deslinde de los Montes Públicos, que será la norma vigente en la materia hasta el actual Reglamento de Montes, establecido por Decreto 485/62, de 22 de febrero. 
A principios del siglo XX, el 50% de la superficie comarcal, por supuesto la más productiva, está en manos de unos setenta propietarios. Durante el primer tercio se produce un importante crecimiento demográfico en la comarca y como consecuencia, se hace mayor la presión social de una población que carece de recursos económicos, lo que se refleja en nuevas ocupaciones de hecho de espacios forestales transformados en suelo agrícola.
Pero la actividad administrativa de posguerra en materia forestal se caracterizó por la consolidación de un dominio público exacerbado, la proliferación de las repoblaciones y el inicio de la explotación cinegética. Entre 1940 y 1981 emigran más de cincuenta mil personas. 
El profesor Eduardo Araque Jiménez expone que "la Administración forestal de posguerra solo va a tolerar aquellos asentamientos legalizados previamente por vía judicial, así como los autorizados administrativamente por el Estado y los Ayuntamientos, y por los cuales estos organismos públicos venían percibiendo un canon anual, procediendo al desalojo de todos cuantos no se ajusten a estos principios.
La presión sobre las numerosas aldeas y cortijadas existentes en los enclaves de montes públicos forzó a los poseedores de estos, ante la ausencia de títulos de propiedad documentados, a la firma de documentos en los que reconocía al Estado como cedente del dominio directo de sus propiedades, obligándose aquellos al pago de un canon anual o a movilizarse a núcleos de nueva creación como Coto Ríos o El Vadillo. 
Entre las novedades legislativas más significativas ya en democracia destaca el decreto 10/1986, de 5 de febrero, que crea el parque natural de Cazorla, Segura y Las Villas con el fin de "ordenar los recursos y lograr un equilibrio entre el necesario progreso económico y social y la conservación del patrimonio natural y cultural", a él la comarca Sierra de Segura aporta una extensión del 69% (143 346 ha) del total del parque (209 000 ha).

## Medio socio-demográfico

### Núcleos de población
La comarca de Sierra de Segura jienense se encuentra compuesta por los siguientes municipios:
| Escudo | Municipio           | Superficie (km2) | Población (2024) | Densidad (hab./km2) | Núcleos |
| ------ | ------------------- | ---------------- | ---------------- | ------------------- | ------- |
|        | Arroyo del Ojanco   | 57,31            | 2 143            | 37,39               | 2       |
|        | Beas de Segura      | 160,30           | 4 968            | 30,99               | 3       |
|        | Benatae             | 64,2             | 429              | 6,68                | 2       |
|        | Génave              | 63,58            | 547              | 8,60                | 1       |
|        | Hornos              | 117,58           | 573              | 4,87                | 6       |
|        | La Puerta de Segura | 98,2             | 2 246            | 22,87               | 5       |
|        | Orcera              | 126              | 1 717            | 13,63               | 4       |
|        | Puente de Génave    | 38,81            | 2 188            | 56,38               | 3       |
|        | Santiago-Pontones   | 684              | 2 701            | 3,95                | 34      |
|        | Segura de la Sierra | 224              | 1 688            | 7,54                | 12      |
|        | Siles               | 175              | 2 109            | 12,05               | 3       |
|        | Torres de Albanchez | 64,84            | 741              | 11,43               | 4       |
|        | Villarrodrigo       | 78,44            | 390              | 4,97                | 1       |
|        | Total               | 1 952,26         | 22 340           | 11,44               | 80      |

| Beas de Segura Orcera Hornos Santiago-Pontones Arroyo del Ojanco Segura de la Sierra Siles Génave Villarrodrigo Puente de Génave La Puerta de Segura Benatae Torres de Albanchez |

### Demografía
La situación demográfica de la Sierra de Segura se puede resumir en los siguientes rasgos principales: Despoblamiento, envejecimiento y predominio de personas en edad no productiva. La totalidad de estas características se pueden considerar negativas y son típicas de las comarcas rurales en España.
| Gráfica de evolución demográfica de Comarca de Sierra de Segura entre 1900 y 2022 |
|                                                                                   |

## Cultura
El folclore estuvo siempre relacionado con hechos cotidianos tal es el caso de la matanza, casorios, aguinaldo, remates aceituneros, carnavales, San Antón, Día de difuntos, Procesiones, etc.
Pero será la temática amorosa entre parejas, cortejo, coqueteo, frustración, trabas familiares, etc., la que compondrá un precioso cancionero siempre lleno de picardía.
Sin duda la jota serrana, es la que marca el núcleo preferido de las danzas populares, malagueña serrana, pasodobles, mazurcas, fandangos robaos, seguidillas, toreras, fandanguillos, minué y polcas completan la gama. En algunos pueblos surgieron variantes y coplas con el sello propio del lugar, tales como las malagueñas de La Puerta o la jota de Onsares.
Jota serrana: se sitúan en círculo hombres y mujeres, iniciando el baile con el peculiar "saludo serrano".
Está compuesta de coplas, estribillos, en los que se cambia la pareja y un paseíllo musical en el que con pasos más reposados se descansa hasta la entrada de la siguiente copla por el cantaor.
Los pies se chocan, buscando el talón de uno el puente del otro, los brazos se levantan pero no del todo, en las mujeres, los hombres sí los levantan más, incluso llegan a estirarlos. 
Para la música se utilizan sobre todo guitarras, laúdes, bandurrias, acordeón y platillos de bronce. 
El traje típico se mantuvo hasta bien entrado el siglo XX. 
En la actualidad los grupos folclóricos de cada pueblo intentan mantener vivos estos bailes y todo lo que les rodea. 
El folclore estuvo siempre relacionado con hechos cotidianos tal es el caso de la matanza, casorios, aguinaldo, remates aceituneros, carnavales, San Antón, Día de difuntos, Procesiones, etc.
Pero será la temática amorosa entre parejas, cortejo, coqueteo, frustración, trabas familiares, etc., la que compondrá un precioso cancionero siempre lleno de picardía.
Sin duda la jota serrana, es la que marca el núcleo preferido de las danzas populares, malagueña serrana, pasodobles, mazurcas, fandangos robaos, seguidillas, toreras, fandanguillos, minué y polcas completan la gama. En algunos pueblos surgieron variantes y coplas con el sello propio del lugar, tales como las malagueñas de La Puerta o la jota de Onsares.
Jota serrana: se sitúan en círculo hombres y mujeres, iniciando el baile con el peculiar "saludo serrano".
Está compuesta de coplas, estribillos, en los que se cambia la pareja y un paseíllo musical en el que con pasos más reposados se descansa hasta la entrada de la siguiente copla por el cantaor.
Los pies se chocan, buscando el talón de uno el puente del otro, los brazos se levantan pero no del todo, en las mujeres, los hombres sí los levantan más, incluso llegan a estirarlos. 
Para la música se utilizan sobre todo guitarras, laúdes, bandurrias, acordeón y platillos de bronce. 
El traje típico se mantuvo hasta bien entrado el siglo XX. 
En la actualidad los grupos folclóricos de cada pueblo intentan mantener vivos estos bailes y todo lo que les rodea.

## Fiestas de Antaño
Estaban muy difundidas las quemas de castillos y luminarias.
Las Luminarias, fiestas alrededor de la lumbre se celebraban tradicionalmente los días de San Antón, La Candelaria, Santa Lucía, Nochebuena y Nochevieja. Al calor de la candelaria los vecinos cantaban y degustaban los productos de la zona: higos, nueces, rosas, cuerva...
Casi perdidos están los usos de las Hermandades de las Ánimas, las hogueras y toque en recuerdo de los difuntos, el teñido de huevos en La Candelaria, los santones que pedían los chiquillos a los labradores, la cría comunal del gorrino de San Antón, el juego de banderas hecho por mozos el día de San Blas, los apedreamientos de gallos, las caridades regaladas por el concejo, la puesta de ramos de cerezo en las ventanas, las bendiciones de ramos de espigas verdes o primicias, de aguas, de los campos, de romero, de albahaca. Y están muy aminorados, los carnavales y la ronda.
En la fiesta de las Ánimas de los Hermanacos, en Santiago de la Espada, los hermanacos salían por las aldeas y celebraban en cada sitio unos bailes, recolectando lo que voluntariamente les daban los vecinos.
La fiesta de San Antón también desaparecida en muchos lugares; el día 16 se bendecían las caridades, pan para repartir entre los pobres. Los más pequeños de las casas recorrían las calles con cencerros, sartenes. pidiendo el "sanantón". Ese día se bendecía el gorrino. Por la noche las luminarias de romero y tomillo para que el santo protegiera a los animales y se acababa el día comiendo buñuelos.
Los Altares de Mayo, conocidas también como Cruces de Mayo, se celebran desde la Edad Media. Es una fiesta religiosa y popular con diversas variantes e introducida en diversas épocas. De gran tradición, se celebra durante el mes de mayo en torno a la cruz y a la devoción a María. Se visten las cruces con los mejores objetos, tapetes, sábanas, etc. Se vela la cruz. Se instalan altares en casas engalanando una habitación con alfombras, colchas, sábanas, cuadros y figuras religiosas. El altar generalmente se dispone de forma escalonada y se adorna con flores, el suelo se cubre con romero, tomillo y mejorana.
La Navidad, celebrada desde la Reconquista, es una fiesta religiosa que gira alrededor del Nacimiento de Jesús. Se formaban grupos y coros con su mochila, que después de la Misa del Gallo, recorrían el Pueblo (aguinaldos).
La Semana Santa. Fiesta religiosa en torno a la muerte de Jesús. Las más vistosas son la Semana Santa de Beas de Segura y de Orcera, destacando en esta última especialmente la Vera Cruz. En la Semana Santa viviente de Segura de la Sierra destacan 14 estaciones que se representan en lugares emblemáticos del pueblo y la Crucifixión de Jesús. En Siles destaca la procesión del Domingo de Ramos por el campo, la Vela del altar el Jueves Santo, la escenificación del "rasgo del velo" y las mujeres con mantilla y de luto el Viernes Santo.